# Bernard Blaquart
Bernard Blaquart (nacido el 16 de agosto de 1957 en Roumazières, Francia) es un exfutbolista y entrenador francés. Actualmente está libre tras dejar el Nîmes Olympique de la Ligue 1.

## Trayectoria como jugador
En su etapa como futbolista, Blaquart era delantero, pero se vio obligado a retirarse con solo 30 años a causa de una lesión. Jugó en el Girondins de Burdeos, el US Toulouse y el SC Toulon, entre otros.

## Trayectoria como entrenador
Tras su retirada como futbolista, inició su carrera como entrenador.
En 2004, comenzó a dirigir al equipo reserva del Grenoble Foot 38. En 2006, se hizo cargo del primer equipo de manera provisional, regresando al mando del filial, al que continuó entrenando hasta 2008.
En junio de 2010, se incorporó al Tours FC para trabajar como responsable del centro de formación. Dos años después, comenzó a entrenar al equipo filial del club, aunque también dirigió al primer equipo en la temporada 2012-13.
En junio de 2013, decidió dejar el Tours FC para firmar por el Nîmes Olympique, donde también se encargó de dirigir el centro de formación y el segundo equipo de la entidad. En noviembre de 2015, fue nombrado nuevo técnico del Nîmes, logrando la permanencia en la Ligue 2. En la temporada siguiente, llevó al equipo francés a luchar por las primeras posiciones, terminando finalmente en 6.º puesto. En mayo de 2018, el Nîmes Olympique logró el ascenso a la Ligue 1 25 años después, tras terminar subcampeón de la Ligue 2. El 6 de abril de 2019, tras ganar por 2 a 0 al Caen en la 31.ª jornada de la Ligue 1, el Nîmes alcanzó los 40 puntos, asegurándose virtualmente su permanencia en la élite con el menor presupuesto de la categoría. El 23 de junio de 2020, el club anunció su marcha.

## Clubes y estadísticas

### Como jugador
| Club                 | País    | Año       | Partidos | Goles |
| -------------------- | ------- | --------- | -------- | ----- |
| Girondins de Burdeos | Francia | 1976-1978 | 25       | 1     |
| US Toulouse          | Francia | 1978-1979 | 23       | 0     |
| Girondins de Burdeos | Francia | 1979-1981 | 31       | 4     |
| SC Toulon            | Francia | 1981-1983 | 17       | 2     |
| Stade Français 92    | Francia | 1983-1984 | 5        | 1     |
| GC Lunel             | Francia | 1984-1987 |          |       |

### Como entrenador
Actualizado al 1 de febrero de 2020.
| Club                      | País    | Año       | P   | PG | PE | PP | % v.  |
| ------------------------- | ------- | --------- | --- | -- | -- | -- | ----- |
| GC Lunel                  | Francia | 1984-1991 | 66  | 31 | 18 | 17 | 46.97 |
| Entente Nord Lozère       | Francia | 1992-1994 | 51  | 17 | 20 | 14 | 33.33 |
| EDS Montluçon             | Francia | 1994-1995 | 34  | 12 | 12 | 10 | 35.29 |
| Entente Perrier Vergèze   | Francia | 1996-1998 | 52  | 26 | 10 | 16 | 50    |
| GC Lunel                  | Francia | 1998-2004 | 33  | 11 | 10 | 12 | 33.33 |
| Grenoble Foot 38 (filial) | Francia | 2004-2006 |     |    |    |    |       |
| Grenoble Foot 38          | Francia | 2006      | 8   | 2  | 3  | 3  | 25    |
| Grenoble Foot 38 (filial) | Francia | 2006-2008 |     |    |    |    |       |
| Tours FC (filial)         | Francia | 2012      |     |    |    |    |       |
| Tours FC                  | Francia | 2012-2013 | 36  | 12 | 12 | 12 | 33.33 |
| Nîmes Olympique           | Francia | 2015-2020 | 159 | 65 | 39 | 55 | 40.88 |